# پایگاه هوایی اورلئانز
پایگاه هوایی اورلئانز (به انگلیسی: Orléans – Bricy Air Base) (به زبان بومی: Base aérienne 123) یک فرودگاه با کد یاتا ORE است که یک باند فرود آسفالت دارد و طول باند آن ۲۴۰۰ متر است. این فرودگاه در کشور فرانسه قرار دارد و در ارتفاع ۹۶ متری از سطح دریا واقع شده است.